# Copa del Món de Futbol de 1970 - Grup 1
El Grup 1 de la Copa del Món de Futbol 1970, disputada a Mèxic, estava compost per quatre equips, que s'enfrontaren entre ells amb un total de 6 partits. Els dos millors classificats passaren a jugar la segona fase, els quarts de final.

## Integrants
El grup 1 està integrat per les seleccions següents:
| Unió Soviètica | Mèxic | Bèlgica | El Salvador |
| -------------- | ----- | ------- | ----------- |

## Classificació
| Pos | Equip          | PJ | PG | PE | PP | GF | GC | DG | Pts | Classificació           |
| --- | -------------- | -- | -- | -- | -- | -- | -- | -- | --- | ----------------------- |
| 1   | Unió Soviètica | 3  | 2  | 1  | 0  | 6  | 1  | +5 | 5   | Avança a la segona fase |
| 2   | Mèxic          | 3  | 2  | 1  | 0  | 5  | 0  | +5 | 5   | Avança a la segona fase |
| 3   | Bèlgica        | 3  | 1  | 0  | 2  | 4  | 5  | −1 | 2   |                         |
| 4   | El Salvador    | 3  | 0  | 0  | 3  | 0  | 9  | −9 | 0   |                         |

## Partits

### Mèxic vs Unió Soviètica
| Mèxic | 0–0     | Unió Soviètica |
| ----- | ------- | -------------- |
|       | Informe |                |

### Bèlgica vs El Salvador
| Bèlgica                              | 3–0     | El Salvador |
| ------------------------------------ | ------- | ----------- |
| Van Moer 12', 54' · Lambert 76' (p.) | Informe |             |

### Unió Soviètica vs Bèlgica
| Unió Soviètica                                      | 4–1     | Bèlgica     |
| --------------------------------------------------- | ------- | ----------- |
| Bixovets 14', 63' · Assatiani 57' · Khmelnitski 76' | Informe | Lambert 86' |

### Mèxic vs El Salvador
| Mèxic                                           | 4–0     | El Salvador |
| ----------------------------------------------- | ------- | ----------- |
| Valdivia 45', 46' · Fragoso 58' · Basaguren 83' | Informe |             |

### Unió Soviètica vs El Salvador
| Unió Soviètica    | 2–0     | El Salvador |
| ----------------- | ------- | ----------- |
| Bixovets 51', 74' | Informe |             |

### Mèxic vs Bèlgica
| Mèxic         | 1–0     | Bèlgica |
| ------------- | ------- | ------- |
| Peña 14' (p.) | Informe |         |